# 江心屿东、西塔
江心屿东、西塔一名江心屿双塔，是位于浙江省温州市鹿城区松台街道（原莲池街道）市区北部瓯江小岛江心屿上的两座佛塔，也是古代进出温州港航道上的重要灯塔，均为七层六面的砖木结构楼阁式塔。

## 历史

江心嶼西塔，十九世紀晚期

江心屿位于原温州府城北门永清门外江中，原有东西两峰并峙，东峰名象岩，西峰名狮岩，两峰之间原为川流，名为中川，南宋时中川被填平，两山始连为一体。双塔即位于东西两峰之上，其始建年代说法不一，南宋绍兴十一年（1141年）刘愈《东西塔记》认为西塔始建于五代后唐末年，东塔始建于北宋天圣年间，清初及以前的地方文献多认为西塔始建于唐代咸通年间，东塔始建于北宋开宝年间，但此后的一些文献将其年代互换，认为东塔始建于唐代咸通年间，西塔始建于北宋开宝年间。
据刘愈《东西塔记》，东塔建成后不久即毁于兵火，南宋绍兴八年至十一年（1138年－1141年）仿照西塔重建，故两塔的形式、结构极为相似。此后东塔在明万历十九年至二十年（1591年－1592年）、清乾隆二十五年（1760年），西塔在明洪武十年至十一年（1377年－1378年）、万历二十一年至二十二年（1593年－1594年）、清乾隆四十三年（1778年）多次重修。由於塔頂聚集了大量鳥雀，建于东塔下的英国驻温州领事馆難以忍受鳥糞，經過交涉清政府於清光绪二十年（1894年）拆除了东塔塔顶、腰檐和回廊等，后塔顶生出榕树，形成了今日双塔不同的外观形象。
江心屿双塔虽为佛塔，但因其位于瓯江入海口、古代船舶进出温州港的主航道上，且体量高大、远远可望，当两塔水平重叠成一线时可指向瓯江上的安全航道（北航道），与现代直线导标原理相吻合，且文献记载夜间塔上点灯，可为夜航船舶指引方向，故成为古代温州港的重要灯塔。1997年10月，双塔被国际航标协会（IALA）列为世界百座历史文物灯塔之一。

## 建筑

### 双塔
江心屿东、西塔均为七层六面的砖木结构楼阁式塔，两塔相距340米，东塔高程为48米，塔残高26米，底层每边长约4米，对径约8.4米，底层砖壁厚度约1.6米，西塔高程为57米，塔高32米，底层每边长约3.5米，对径约7米，底层砖壁厚度约2米。两座塔的塔基均以素平砖石砌成，高不足0.2米，塔身采用单层空筒式结构，原塔内楼梯均已毁。除底层辟一主门外，其余各层各面均辟壸门（佛龛），内置佛像，西塔壸门内尚存石雕佛像16尊。腰檐较薄，出檐平缓，不设平座和栏杆，转角处设倚柱，东塔为方形，西塔为八角形，西塔尚存的塔刹为宝珠形。

### 塔院
双塔原各有塔院，东塔院初名普寂禅院，西塔院初名净信教院，始建年代同样说法不一，南宋佚名《高宗道场记》认为西塔院建于唐咸通七年（866年），东塔院建于北宋开宝二年（969年），清代康熙《江心志》、嘉庆《孤屿志》则认为东塔院始建于唐咸通十年（869年），西塔院始建于北宋开宝二年（969年）。南宋建炎四年（1130年）宋高宗为避乱驻跸于此，后赐净信院为兴庆寺、普寂院为龙翔寺。绍兴七年（1137年）诏将两寺合为一寺，由寺僧清了主持填平二寺之间的中川兴建殿宇，后演变为今日的江心寺。

## 外部連結
- 英國駐溫州領事館相關文獻可見雙塔 （页面存档备份，存于）